# Reticulació (química)
|  | Per a altres significats, vegeu «Reticulació». |

El curat o reticulació química (en anglès:curing) és un terme de la química dels polímers i de l'enginyeria de processos que es refereix a l'enduriment del material polímer per enllaç creuat (cross-linking) de cadenes de polímers fet per additius químics, radiació ultraviolada, raigs catòdics (electron-beam processing) o la calor. De fet les cadenes d'un sol polimer reaccionen entre elles formant una sola retícula tridimensional. En el cautxú la reticulació també es diu vulcanització.

## Reticulació de resina
Malgrat la gran varietat de formulacions de resines termoestables (epoxi, vinilèster, polièster, etc.), el seu comportament reticulat és qualitativament idèntic. La viscositat de la resina cau inicialment amb l'aplicació de calor, passa per una regió de màxim flux i comença a incrementar-se amb les reaccions químiques. Aquest procés continua fins a arribar a l'estadi conegut com a gelació (gelation). Per tal d'aconseguir la vitrificació en la resina, normalment és necessari un augment de temperatura després de la gelació.

## Descripció del procés

Figura 1: Estructura d'una cola epoxi reticulada. La triamina, agent de reticulació, es mostra en vermell, la resina en negre. El material està molt reticulat i conté molts grups OH, que li confereixen les propietats adhesives.

Durant el procés, les cadenes de polímer s'uneixen per formar estructures de pes molecular a mesura que creixen per crear una gelosia que s'estén per tota la mida de la mostra. En aquesta condició, el sistema ha arribat al punt de gelació, és a dir, al punt que el sistema ha perdut la solubilitat i la seva viscositat tendeix a l'infinit. Les cadenes restants encara lliures continuaran units a la gelosia, espessint-la fins al final de la reacció química.
El procés pot requerir algun tipud d'activació, que pot ser mitjançant l'administració de calor, radiació, fluxos d'electrons o catalitzadors químics.

## Formes de monitorització
El control de la reacció és molt important, per exemple, en la producció de materials compostos on una matriu, inicialment líquida, pot haver de fluir en un motlle abans de solidificar-se. El temps disponible abans de l'inici de la solidificació és un paràmetre molt important per controlar la producció del producte.

### Anàlisi reològica

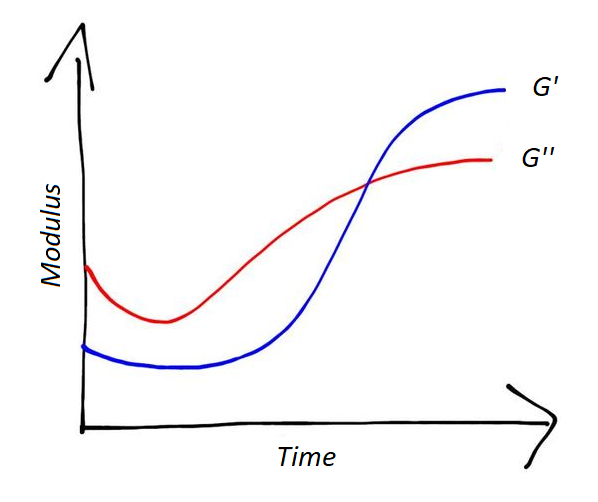
Figura 2: Evolució en el temps dels components conservadors i dissipadors del mòdul complex, durant un procés de curació.

Una de les maneres de controlar el procés de guarit d'un material és mesurar la variació de les seves propietats mecàniques en el temps. Una de les propietats mecàniques que varia significativament durant el procés és el mòdul elàstic.
Per mesurar el mòdul elàstic d'un material durant la reticulació, es pot utilitzar un reòmetre. Mitjançant l'anàlisi mecànica dinàmica és possible mesurar el mòdul dinàmic (G) i els components conservadors (G ') i dissipatius (G ") corresponents. La variació dels dos components al llarg del temps és una indicació del grau de progrés de la reacció.
Tal com es mostra a la figura 2, després d'un cert temps d'inducció, els dos components comencen a créixer a velocitats diferents fins que es creuen. Aquest punt és, per a diversos autors, el punt de gel, moment en què hi ha una gelosia contínua a tot el polímer. Posteriorment, les dues velocitats disminueixen i els dos components tendeixen a un valor constant. Un cop assolit aquest valor, la reacció és completa.
grau de reticulació, {\displaystyle \alpha }, pot ser també definit com:
{\displaystyle \alpha ={\frac {G'(t)-G'_{min}}{G'_{max}-G'_{min}}}}
Va de zero (al començament de la reacció) a un (final de la reacció). El pendent de la corba canvia amb el pas del temps i té el seu màxim aproximadament al mig de la reacció.

### Anàlisi tèrmica
Si les reaccions químiques que tenen lloc al material durant la reticulació són exotèmiques, el grau de reticulació es pot correlacionar amb la calor emesa durant la reacció. Com més gran sigui el nombre d'enllaços formats, major serà la calor emesa fins que el flux de calor s'esgoti al final de la reacció. Per mesurar el flux de calor emès per un sistema d' escanejat diferencial del sistema es pot utilitzar.
Suposant que cada enllaç químic format allibera la mateixa quantitat de calor, el grau de reticulació, {\displaystyle \alpha }, es pot definir de la següent manera:
{\displaystyle \alpha ={\frac {Q}{Q_{T}}}={\frac {\int _{0}^{s}{\dot {Q}}\,dt}{\int _{0}^{s_{f}}{\dot {Q}}\,dt}}}
on {\displaystyle Q} és la calor emesa fins a un cert temps {\displaystyle s}, {\displaystyle {\dot {Q}}} és la velocitat de calor instantània i {\displaystyle Q_{T}} és la calor total emesa al final del procés en un temps {\displaystyle s_{f}}. També en aquest cas el grau de reticulació passa de zero (quan la reacció encara no ha començat) a una (quan la reacció ha acabat). El pendent de la corba canvia amb el pas del temps i té el seu màxim aproximadament al mig de la reacció.

### Altres anàlisis

#### Anàlisi espectroscòpica
Es poden utilitzar diferents mètodes espectroscòpics per controlar el procés mitjançant la mesura de:
- El canvi en la concentració d'un reactiu present en el sistema inicial, que desapareix gradualment durant el procés de reticulació, mitjançant mesures espectroscòpiques (FTIR i Raman);
- El canvi de l'índex de refracció o la fluorescència de la resina;

#### Anàlisi d'ultrasons
Aquest mètode està relacionat amb la relació entre el canvi de les propietats del material i la forma en què es propaguen les ones ultrasòniques al seu interior.